# 莫哈末塔斯林
莫哈末·塔斯林，马来西亚政治人物，伊斯兰党党员，前柔佛州议会马哈拉尼州议员。

## 政治生涯
2008年大选，代表回教党赢得柔佛州议会马哈拉尼州议席。